# Dan Ndoye
Dan Ndoye, född 25 oktober 2000, är en schweizisk fotbollsspelare som spelar för italienska Bologna.

## Klubbkarriär
Ndoye föddes i Nyon och började spela fotboll i den lokala klubben FC La Côte Sports. Som ung gick han därefter över till Lausanne-Sport.
Den 27 januari 2020 värvades Ndoye av Nice, men han lånades tillbaka till Lausanne-Sport över resten av säsongen 2019/2020. Ndoye gjorde sin Ligue 1-debut den 23 augusti 2020 i en 2–1-vinst över Lens, där han blev inbytt i den 68:e minuten mot Khéphren Thuram.
Den 31 augusti 2021 lånades Ndoye ut till Basel på ett säsongslån. Den 4 februari 2022 valde Basel att utnyttja sin köpoption i låneavtalet och Ndoye skrev på ett kontrakt fram till sommaren 2026 med klubben.
Den 14 augusti 2023 värvades Ndoye av italienska Bologna.

## Landslagskarriär
Ndoye debuterade för Schweiz landslag den 24 september 2022 i en 2–1-vinst över Spanien, där han blev inbytt i den 68:e minuten mot Xherdan Shaqiri.